# フレデグンディス (小惑星)
フレデグンディス (678 Fredegundis) は小惑星帯に位置する小惑星である。ハイデルベルクでヴィルヘルム・ローレンツによって発見された。
ネウストリア王国（ソワソン）の王キルペリック1世の妻であったフレデグンド王妃の人生を題材とした、カミーユ・サン＝サーンスのオペラ『フレデグンディス』にちなんで命名された。